# Interwetten Austrian Open Kitzbühel 2009
L'Interwetten Austrian Open Kitzbühel 2009  è stato un torneo di tennis giocato sulla terra rossa. È stata la 64ª edizione dell'Austrian Open che ha cambiato nome in Interwetten Austrian Open Kitzbühel per motivi di sponsorizzazione, fa parte dell'ATP World Tour 250 series nell'ambito dell'ATP World Tour 2009. Si è giocato nell'impianto del Tennis stadium Kitzbühel a Kitzbühel in Austria, dal 16 al 23 maggio 2009.

## Partecipanti

### Teste di serie
| Giocatore                | Nazionalità | Ranking* | Testa di serie |
| ------------------------ | ----------- | -------- | -------------- |
| Nikolaj Davydenko        | Russia      | 11       | 1              |
| Jürgen Melzer            | Austria     | 27       | 2              |
| Victor Hănescu           | Romania     | 33       | 3              |
| Fabrice Santoro          | Francia     | 43       | 4              |
| Martín Vassallo Argüello | Argentina   | 49       | 5              |
| Marc Gicquel             | Francia     | 50       | 6              |
| Michail Južnyj           | Russia      | 52       | 7              |
| Dudi Sela                | Israele     | 57       | 8              |

- Ranking all'11 maggio 2009 .

### Altri partecipanti
Giocatori che hanno ricevuto una wild card:
- Andreas Beck
- Daniel Köllerer
- Stefan Koubek

Giocatori passati dalle qualificazioni:

- Mario Ančić
- Nicolás Lapentti
- Robin Vik
- Juan Ignacio Chela
- Rubén Ramírez Hidalgo (lucky loser rimpiazza Robert Kendrick)
- Paul Capdeville (lucky loser rimpiazza Nikolaj Davydenko)
- Julien Benneteau (lucky loser rimpiazza Nicolas Devilder)

## Campioni

### Singolare
Guillermo García López ha battuto in finale  Julien Benneteau con il punteggio di 3–6, 7–6(1), 6–3

### Doppio
Marcelo Melo /  André Sá hanno battuto in finale  Andrei Pavel /  Horia Tecău, 	6(9)–7, 6–2, 10–7